# Réserve naturelle de Horsvær
La réserve naturelle de Horsvær est une réserve naturelle et site ramsar située dans les communes de Brønnøy, Sømna et Bindal, Nordland. La réserve a été créée afin de « protéger un précieux site côtier national naturelle avec sa vie végétale et animale. Le site a une valeur importante en tant que zone de reproduction, de mue et d'hivernage pour les oiseaux de mer ».
La réserve comprend plusieurs petites îles, y compris Gimsan, Terjan, Gjøvan, Horsvær, Hensteinen et Storbraken. Le site a une superficie de 170,4 km2, dont 169,1 km2 d'espace marin. Au sein de la réserve naturelle est située la réserve ornithologique de Hensteinen, Horsvær et Gimsan.
La réserve est un lieu de nidification pour le goéland brun. En outre, il y a cinq colonies de  grands cormorans et beaucoup de cormorans huppés. En plus de ces espèces, il y a aussi plusieurs colonies de goéland argenté et goéland marin, ainsi que de nombreux spécimens d'autres oiseaux marins. La région est importante pour l'oie cendrée, et comme un site d'hivernage pour les oiseaux de merr. S'il n'y a plus d'habitations permanentes, il y a toujours un ramassage traditionnel des œufs et des duvets  de l'eider à duvet. L'utilisation intensive par le passé des îles pour le ramassage des œufs et du duvet a modifié le paysage qui est aujourd'hui un témoin du passé. et de la culture.
La réserve est devenue site Ramsar en 2013. 